# Calixt III

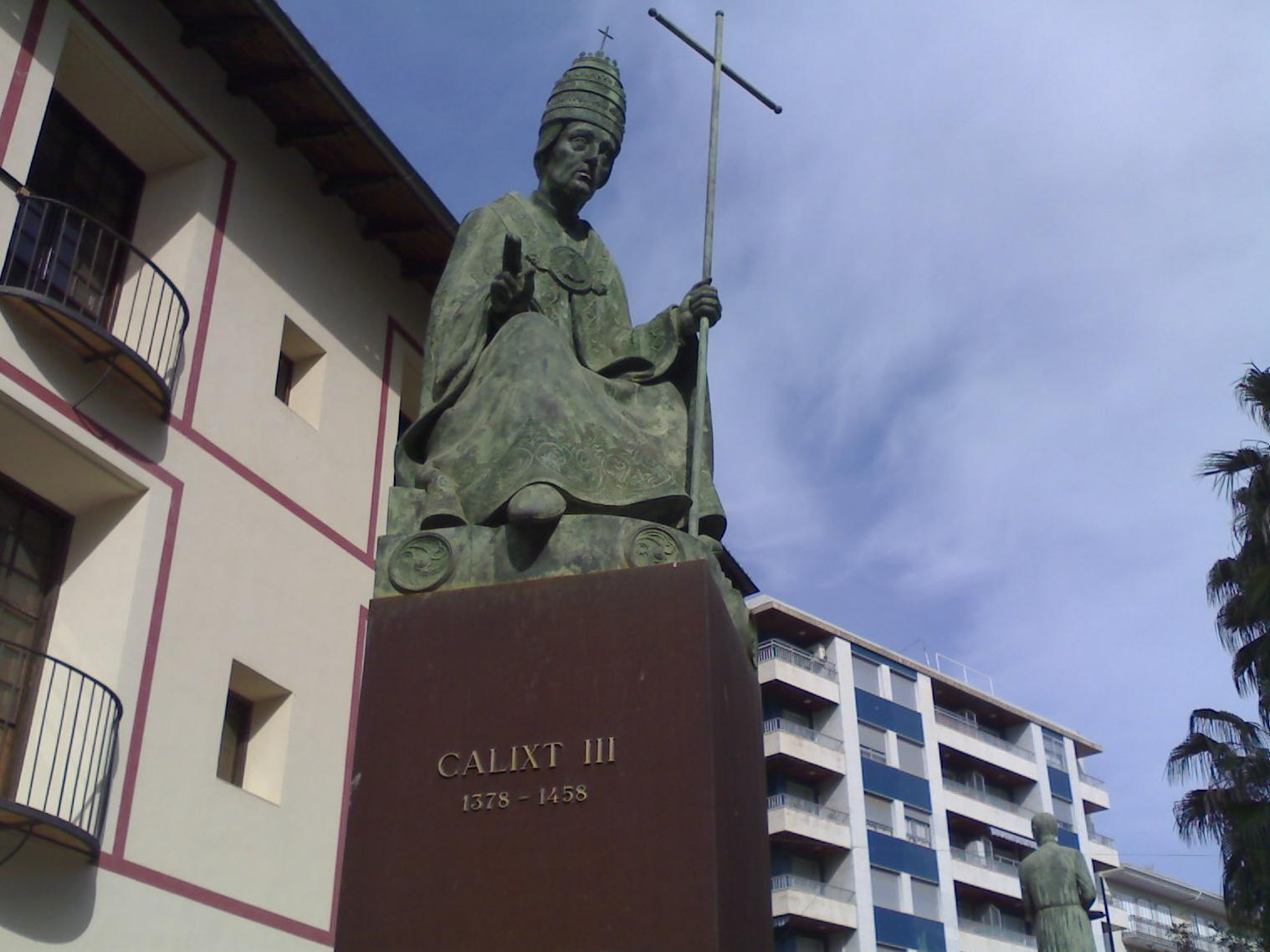
Escultura de Calixt III a Gandia

Alfons de Borja (la Torreta de Canals, avui barri de Canals, població que pertanyia aleshores a Xàtiva, la Costera, 1378 - Roma, 1458) fou Papa de l'Església Catòlica de Roma amb el nom Calixt III de 1455 a 1458. Va ser diplomàtic, professor i membre destacat de la cort de la Corona d'Aragó. És el primer Papa catalanoparlant de la història.

## Orígens familiars
Nascut el 1378 a la Torreta de Canals, localitat vinculada llavors a Xàtiva, fill de Domènec de Borja, senyor de Canals, i de Francina. La manca de documentació no ha permès establir la filiació de la seva mare. Hom li ha atribuït els cognoms Pasqual o Martí, a causa d'errors en la interpretació dels documents. D'altres l'anomenen Llançol, un cognom assignat a Roderic de Borja, probablement a causa de la confusió entre els fills de la seva germana Joana de Borja i de Pere-Guillem Llançol de Romaní.

## Carrera
Cursà estudis a l'Estudi General de Lleida, on es doctorà en Dret Canònic i Civil. Aconseguí ocupar les càtedres en ambdós drets, a les quals va renunciar el 1418. A la ciutat havia començat la seva carrera eclesiàstica, des de 1411 era canonge de la catedral de Lleida. El 1419, Alfons el Magnànim demanà al papa Martí V reservar una vacant episcopal per a Borja, al qual elogia els seus mèrits. El 1420, el rei el proposa com a canceller de l'Estudi, però no ho aconseguí malgrat insistir-hi, perquè la universitat acceptà el nomenament el candidat nomenat per la reina Maria de Castella. Finalment, per resoldre la duplicitat de càrrecs, Alfons fou designat vicecanceller de l'Estudi, càrrec que exercí fins al 15 de juliol de 1423, data de renúncia a la canongia a la seu lleidatana.
En l'exercici d'aquests càrrecs va ser membre del consell reial. Seguí el rei en el seu periple per la Corona d'Aragó i Italià, i forma part de diverses ambaixades a les Corones d'Aragó i Castella, i a Itàlia; s'especialitza en afers relacionats amb la política eclesiàstica del monarca. La seva primera missió important consisteix a rebre, amb Francesc Martorell, el legat pontifici Alamanno Adimari, cardenal de Pisa, que arriba el 1418 a la Península per gestionar, infructuosament, el final del Cisma. Com a recompensa als serveis prestats, el Magnànim recolza activament la carrera eclesiàstica de Borja i intercedeix davant la cort pontifícia perquè sigui proveït de dignitats i beneficis eclesiàstics. Hi hagué diversos intents per conferir-li un bisbat: el 1424 es fan gestions per aconseguir la seu de Mallorca, tot i que Borja s'haurà d'acontentar a administrar-ne les rendes.
Però la confirmació d'Alfons de Borja com a conseller reial en afers d'alta política internacional arriba amb la segona legació pontifícia de Pere de Foix a la península Ibèrica per solucionar definitivament el Cisma d'Occident. El 1429 Borja dirigeix a Peníscola les operacions que acaben amb la resistència d'aquest darrer reducte cismàtic. Tradicionalment s'ha considerat que el nomenament com a bisbe de València, l'agost de 1429, a mans del legat Pere de Foix, va ser una recompensa reial a la seva modèlica gestió en aquest afer, una lectura que no és incompatible amb la voluntat del Magnànim de controlar, a través d'un servidor de confiança, un dels bisbats més rics de la Corona, les rendes del qual, com ja havien fet les del bisbat de Mallorca, subvencionaran algunes despeses de la Conquesta del Regne de Nàpols.
Un altre dels afers internacionals en què Borja s'especialitza, mentre és al servei del Magnànim, són les relacions amb la veïna Corona de Castella. Forma part de diverses ambaixades i comissions per discutir afers pendents de la treva signada el 1430 entre les dues corones i intervé el 1436 en la conclusió del conflicte que les enfrontava.

## Bisbe i cardenal
L'activitat de Borja al costat del Magnànim en la campanya per conquerir el regne de Nàpols, el converteix en un bisbe absentista, però manté un contacte permanent amb València: fa estades puntuals a la diòcesi i en segueix la gestió a través de vicaris generals i d'un grup de servidors de confiança, format per clergues que fan carrera a la seva ombra i per membres laics de la família Borja. Dels anys en què exerceix com a bisbe de València (1429-1458), s'ha destacat la defensa de les prerrogatives episcopals en els episodis que l'enfronten amb les autoritats municipals i els oficials reials; l'actuació pastoral i la reforma del clergat, especialment la celebració d'un sínode diocesà el 1432; les mesures contra els judaïtzants i la circulació de Bíblies traduïdes al vulgar, i la gestió econòmica de la diòcesi. Després d'una breu estada en aquesta, el 1438 emprèn el viatge definitiu cap a Itàlia.
A partir de 1442 és a Nàpols, on s'encarrega de la reforma administrativa del nou regne conquerit pel Magnànim, i és en aquesta etapa que presideix el Consell reial. Va ser preceptor de Ferran, fill il·legítim del monarca i futur Ferran I de Nàpols; el 1443 el rei Alfons encarrega al bisbe la redacció de les actes del parlament de Sant Llorenç, en el qual Ferran és proclamat successor de Nàpols. Ambaixador d'Alfons al concili de Florència (1439), serà un dels negociadors, amb el cardenal d'Aquileia Ludovico Scarampo, de l'acord entre el Magnànim i el papa Eugeni IV que culmina en la pau de Terracina (1443), per la qual el papa reconeix els drets del rei a la corona de Nàpols i aquest retira el seu suport al concili de Basilea. En recompensa a aquestes gestions, el maig de 1444 és nomenat cardenal del títol dels Quatre sants coronats, s'instal·la a Roma i s'allunya del servei directe del Magnànim, per bé que es converteix en un valedor dels interessos de la Corona d'Aragó a la cort pontifícia i s'envolta d'un grup de servidors d'aquella procedència. Els onze anys del cardenalat són, encara, els més desconeguts de la biografia de Borja.
Va ser elegit Papa el 1455, a una edat molt avançada, com a candidat de compromís. El seu gran objectiu va ser el de formar una croada contra els Turcs, que havien capturat Constantinoble el 1453, però no va poder trobar resposta dels Prínceps Cristians a la seva crida tot i els seus grans esforços al respecte. Tanmateix va aconseguir de recuperar Belgrad el 1456, i Albània a l'any següent.
La notícia de l'elecció de Calixt iii va arribar a València el 18 d’abril i la Seu de València organitzà processons per a celebrar-ho deu dies seguits amb repic de campanes. El Consell de la Ciutat també es va unir a la celebració i va acordar, el dissabte 10 de maig, il·luminar la Porta dels Serrans, la de Quart, la de Sant Vicent, la de la Mar i la torre de l’Esperó, i a l’endemà diumenge fer processó seguint l’itinerari de la del Corpus.

Al moment de la seua elecció València va celebrar que un valencià, natural de Xàtiva (en concret de La Torreta de Canals) fóra el nou Papa, com també ho féu Barcelona. Els consellers de Barcelona es reuniren amb el Consell de Dotze i van escriure al nou papa felicitant-lo per l’elecció:
| « | E aprés fon proposat en lo dit consell com ja tots són certs de l’elecció de nostre Sant Pare, qui solia ésser cardenal de València, e és català de nostra nació, molt benivolent en aquesta ciutat. E era estat mogut entre els consellers que per ells li fos escrit, pertinentment e deguda, e ab gran recomissió de la dita ciutat e ciutadans e habitadors de aquella, e que li’n fos fet correu, e que fos escrit a algú qui fos ben servidor del dit nostre Sant Pare que li donàs la dita lletra. | » |

## Papa
En el conflictiu conclave de 1455 que ha d'elegir el successor de Nicolau V, amb l'amenaça turca com a rerefons -Constantinoble havia caigut el 1453- i els enfrontaments entre faccions cardenalícies, la seva avançada edat i la defensa de l'ideal de croada el converteixen en un candidat de compromís. Un cop accedeix al papat amb el nom de Calixt III, tres eixos presidiran la seva política: la croada contra els turcs, l'equilibri entre les potències italianes i la consolidació de l'autoritat del papa als Estats pontificis. El projecte de croada presideix bona part de la seva actuació, convençut com està que la providència l'ha triat per acabar amb la presència del turc en terres cristianes. Fou en aqueix any, el 3 de juny, quan canonitzà Sant Vicent Ferrer.
En la línia dels seus predecessors, apressa l'organització d'una flota pontifícia, que s'hauria de coordinar amb un exèrcit de terra que avançaria cap a Constantinoble. Malgrat alguns èxits puntuals -campanyes de János Hunyadi, especialment l'aixecament del setge de Belgrad-, el projecte no va aconseguir la col·laboració de la major part dels prínceps cristians, tal com el mateix papa reconeixia. L'acord inicial entre Calixt i el Magnànim per encapçalar la croada fracassa, entre altres motius, pels interessos divergents de l'un i l'altre a Itàlia. D'una banda, el monarca està lligat a les urgències monetàries i militars derivades de la seva política napolitana. De l'altra, les noves necessitats de Calixt com a responsable de la política pontifícia expliquen els punts de fricció amb el Magnànim, com ara la negació papal de la investidura del regne de Nàpols i de la confirmació de Ferran com a successor, afer en el qual Calixt seguia la tradicional política dels papes de mantenir un equilibri entre les potències italianes que envoltaven els Estats pontificis; i l'enfrontament per la provisió de beneficis, per exemple del bisbat de València, entre el seu nebot Roderic i Joan d'Aragó.
Tot plegat provocà un refredament en les relacions entre el rei i el papa - després d'haver col·laborat prop de quaranta anys - i ambdós van morir el 1458, amb pocs mesos de diferència.
Una altra actuació destacada va ser la revisió del judici a Joana d'Arc tot rehabilitant-li la memòria, iniciada l'11 de juny de 1455. L'actuació es va dur a terme sota direcció papal, s'anul·là la sentència i es proclamà la innocència de Joana. D'altra banda, va canonitzar Osmund de Salisbury. Els esforços de Calixt en la campanya contra els turcs va impedir que dediqués poc temps al renaixement literari del moment, a diferència dels seus predecessors, fet que li va suposar l'enemistat d'alguns humanistes. No obstant això, sembla que gastà una considerable quantitat de diners per aconseguir objectes de valor per afegir-los a la col·lecció vaticana.
Papa estranger a Roma, Calixt s'envoltà de servidors procedents de la Corona d'Aragó i vetllà per la promoció dels seus nebots: Pere Lluís de Borja va ser nomenat capità general de l'exèrcit pontifici, i Roderic de Borja (el futur Alexandre VI), cardenal i vicecanceller pontifici; Lluís Joan del Milà també serà creat cardenal. El papa s'assegurava així, seguint una pràctica habitual en la història pontifícia, la col·laboració d'un clergat fidel, cosa que li ha valgut acusacions de nepotisme. La seva mort va anar seguida d'atacs contra aquests servidors